# موپان، بوتسوانا
موپان (به انگلیسی: Mmopane) شهری در ناحیهٔ کوننگ کشور بوتسوانا است که در سال ۲۰۰۰ میلادی ۸٬۵۵۴ نفر جمعیت داشته که از این تعداد، ۴٬۱۸۱ نفر مرد و ۴٬۳۷۳ نفر زن بوده‌اند.